# Gótico latinoamericano

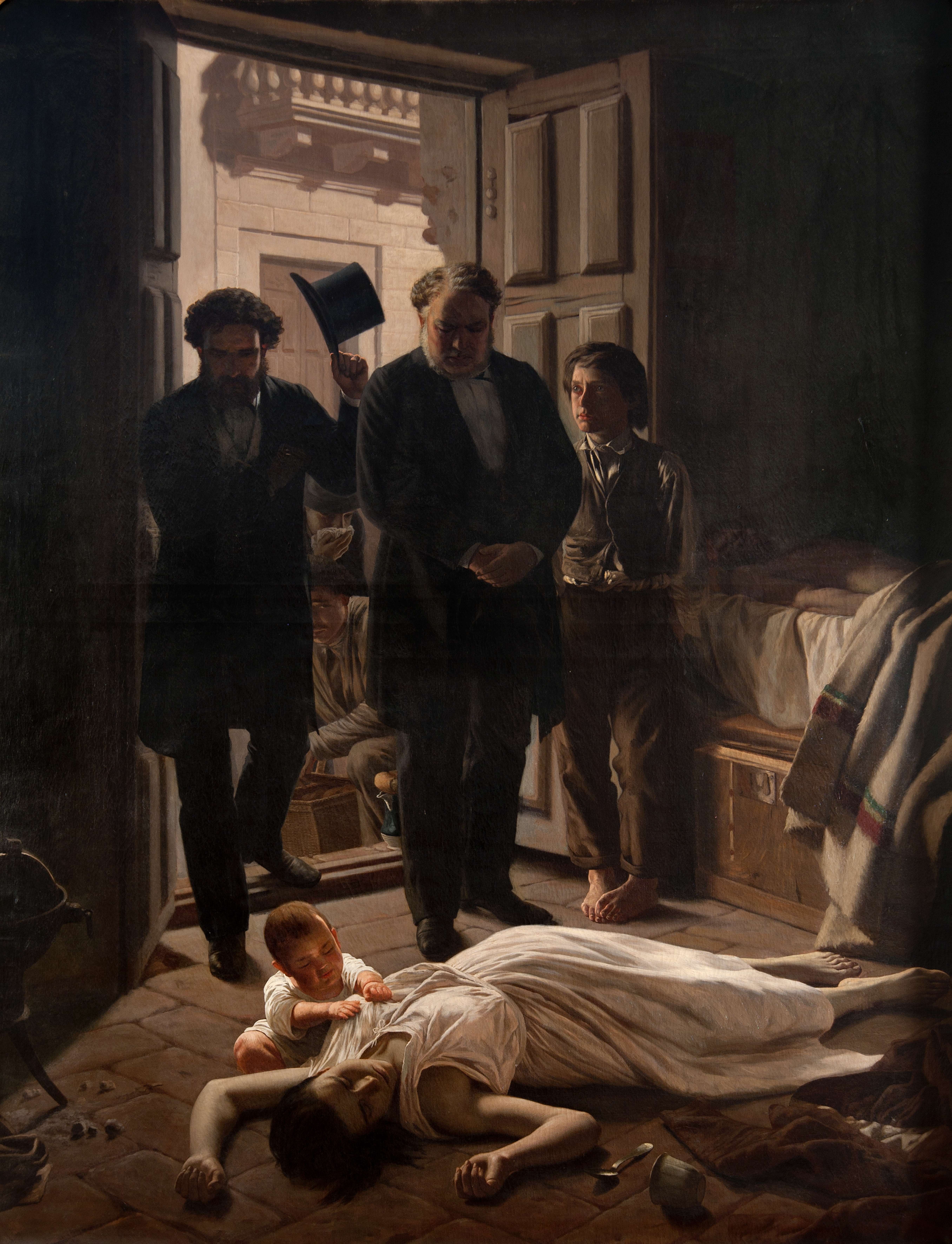
Juan Manuel Blanes, Un episodio de la fiebre amarilla en Buenos Aires (1871), óleo sobre tela, Museo Nacional de Artes Visuales (Uruguay).

El gótico latinoamericano es una corriente literaria vinculada al terror que adquiere relevancia tanto a nivel regional como global durante las primeras décadas del siglo XXI. Se caracteriza por adoptar los temas característicos de la narrativa gótica europea y adaptarlos a las especificidades políticas y geográficas de Latinoamérica. Aunque de especial prominencia en el campo literario, su influencia se extiende también al cine.   

## Características
El renovado interés suscitado por el subgénero gótico en el siglo XXI puede entenderse como una reacción ante la angustia de un mundo globalizado, la cual se materializa en diversas formas locales de monstruosidad en las que se proyecta el miedo al Otro.Si el gótico europeo se caracteriza por apelar a las reacciones emocionales negativas desencadenadas por la confrontación con la alteridad, la transculturación narrativa de las situaciones, personajes y temas de la tradición europea en la variante latinoamericana del subgénero dobla la apuesta, dado que consigue volver extraños tanto los elementos ajenos como los propios.La amenaza representada por lo sobrenatural, la prevalencia de lo atmosférico en la construcción del relato, la intrusión del pasado en el presente, los vínculos entre ciencia, religión y pseudociencia, la represión de la sexualidad, etc. permiten develar los fantasmas del pasado histórico y de la actualidad política para explorar y desenterrar las fuentes del miedo y el malestar en cada país. De esta manera, los recursos del gótico son empleados para abordar temas como el genocidio de los pueblos originarios, la lucha de clases, la desaparición forzada de personas durante las dictaduras militares y la violencia patriarcal.

## Historia
La irrupción latinoamericana del gótico en el siglo XXI no es tanto un fenómeno ruptural como una continuación y una variación sobre una tradición literaria regional vinculada con el realismo mágico y la literatura fantástica.

### sigloXIX: Romanticismo y modernismo
Es posible señalar la existencia de un interés regional  anterior en el subgénero gótico. Entre los ejemplos más tempranos encontramos La estatua de bronce, publicado en 1854 y Confesión auténtica de un ahorcado resucitado publicado en 1861 por el venezolano Juan Vicente Camacho, Gaspar Blondín publicado en 1858 por del ecuatoriano Juan Montalvo, o Quien escucha su mal oye, publicado en 1865 por la argentina Juana Manuela Gorriti. Por esta misma época, Julio Calcaño publicaría los relatos de terror fantástico La leyenda del monje, de 1866, Las lavanderas nocturnas, de 1871, La danza de los muertos, de 1872 y El sello maldito, de 1873. Más adelante Calcaño publicará uno de los primeros relatos vampíricos en lengua española, titulado Tristán Cataletto.Según argumenta Soledad Quereilhac, la circulación de textos góticos europeos y estadounidenses en la Argentina del siglo XIX, junto con el florecimiento de temas pseudocientíficos y ocultistas en la prensa popular, condujo a una renovación local del subgénero, como lo atestigua la obra de autores como Leopoldo Lugones, Eduardo Wilde, Eduardo Holmberg y el uruguayo Horacio Quiroga.

### sigloXX: Vanguardias
Una novela que suele ser citada por autoras contemporáneas entre los antecedentes más directos del gótico actual es La amortajada (1938), de la escritora chilena María Luisa Bombal, que está narrada en primera persona por una mujer muerta en su ataúd y toca temas como el aborto, el poder y la sumisión. La amortajada fue una de las principales influencias para Pedro Páramo (1955), del mexicano Juan Rulfo, novela precursora del realismo mágico que también influye sobre el desarrollo regional del gótico.Más allá de la enorme influencia ejercida por los relatos teñidos de horror, enfermedad y sufrimiento de Quiroga, en Uruguay, los cuentos de Armonía Somers, publicados entre 1950 y 1994, destacan por la atmósfera macabra y la estructura fragmentaria que emplean para explorar las formas más oscuras del erotismo. En la segunda mitad del siglo XX, una polémica que sostuvieron el director de cine español Luis Buñuel y el escritor colombiano Álvaro Mutis sobre la posibilidad de trasladar el gótico inglés a zonas cálidas resultó en la publicación, por parte de este último, de la novela breve La mansión de Araucaíma: relato gótico de tierra caliente (1973), en la cual traslada a un entorno tropical el tópico gótico de la casa embrujada.

### sigloXXI: Exponentes actuales

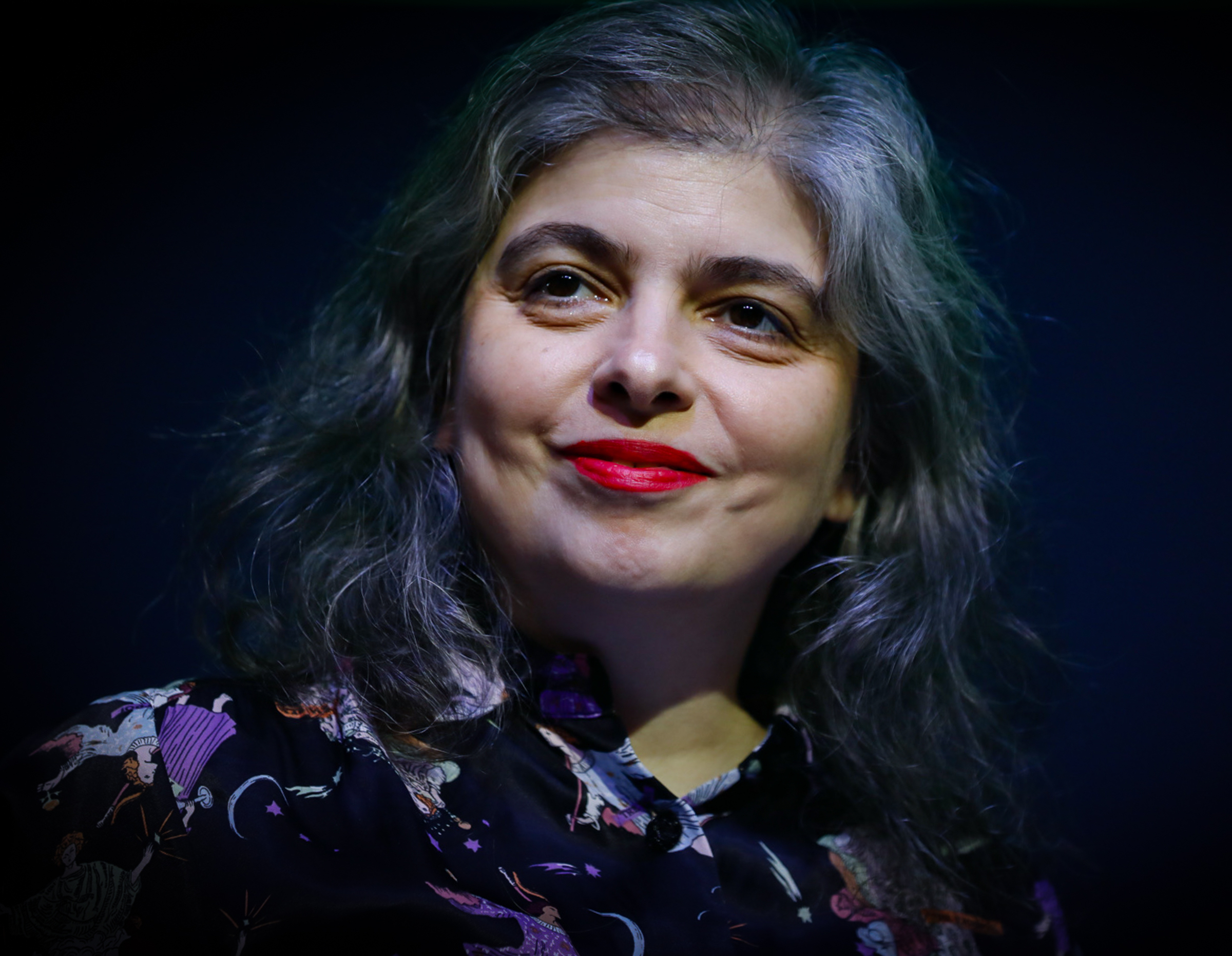
La escritora argentina Mariana Enríquez en la Feria Internacional del Libro de Buenos Aires (2022).

El gótico como corriente literaria en América Latina destaca por un protagonismo predominantemente femenino. Una de las autoras de esta corriente que más repercusión ha tenido a nivel mundial es la argentina Mariana Enríquez. La autora saltó a la fama luego de la publicación de su segundo libro de cuentos, Las cosas que perdimos en el fuego (2016), que se convirtió en un éxito en ventas y fue traducido a más de una decena de idiomas.Más adelante, resultó ganadora del Premio Herralde por su novela Nuestra parte de noche (2019) y finalista del International Booker Prize (2021) por la traducción al inglés de su primer libro de cuentos, Los peligros de fumar en la cama (2009). En relatos que "tienen como protagonistas a mujeres perturbadas, niños siniestros —o víctimas propiciatorias de perversiones adultas— y espacios físicos malignos",Enríquez aborda temas como la herencia de las dictaduras militares, el exilio, los femicidios o la violencia policial.
Otra de las principales exponentes del gótico en Latinoamérica es la escritora ecuatoriana Mónica Ojeda, cuya tercera novela Mandíbula (2018), que narra la historia de una adolescente obsesionada con las historias de terror que es secuestrada por su profesora de literatura, tuvo una excelente recepción por parte de la crítica al momento de su publicación.Su libro de cuentos Las voladoras (2020), en el que explora a través de una variante del terror que define como "gótico andino" temáticas como la violencia de género, el aborto, la sexualidad y la religión, fue un nuevo éxito crítico para Ojeda. El libro resultó finalista del Premio de Narrativa Breve Ribera del Duero y fue seleccionado como uno de los mejores del año por publicaciones como El País, El Mundo y la edición en español de The New York Times.
La obra literaria de la novelista y cuentista boliviana Giovanna Rivero la ha convertido en una de las escritoras más exitosas de ficción contemporánea en su país de origen. Su reconocimiento internacional ha comenzado a crecer a partir de la publicación de su libro de cuentos Tierra fresca de tu tumba (2021), en el cual la autora expande los límites del gótico para enlazarlo con historias de rituales precolombinos, el folklore sudamericano y la ciencia ficción.
Otro ejemplo es la novela Malasangre, de la autora venezolana Michelle Roche Rodríguez, ambientada en la Caracas de los años 20, durante la dictadura de Juan Vicente Gómez, en la que Diana, una joven nacida en el seno de una familia de arribistas caraqueños, conservadores y católicos, hereda de sus padres la rabia y el gusto por la sangre que la hacen convertirse en un monstruo hematófago.Diana, ve la lujuria de la sangre como única salida a la cárcel social en la que se encuentra encerrada.Malasangre resultó finalista del Premio Celsius 2021.Roche Rodríguez ha sido comparada con su compatriota Juan Carlos Chirinos quien también hace uso de lo gótico y lo fantástico para exponer la realidad de su país.
Otras autoras que suelen ser clasificadas dentro de la corriente del gótico latinoamericano son María Fernanda Ampuero, Ana Llurba, Fernanda Melchor,  Samanta Schweblin y Solange Rodríguez.

## En el cine y la televisión

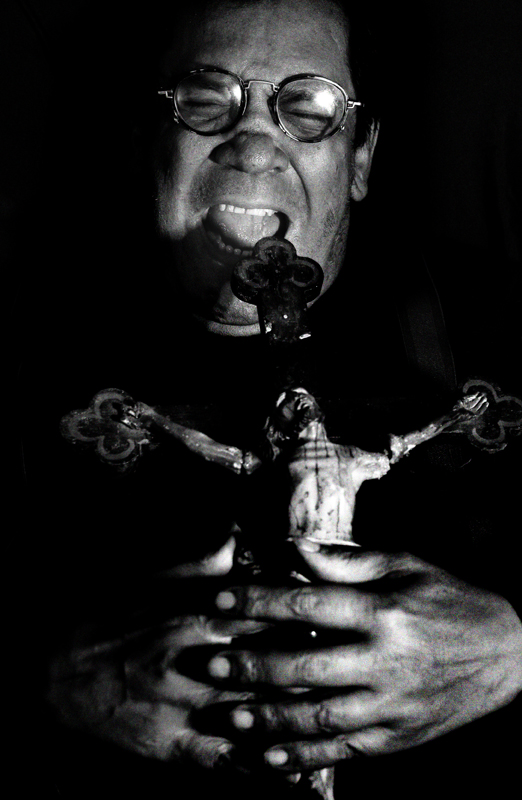
El cineasta colombiano Carlos Mayolo definió su estética como "gótico tropical".

En la década de 1980, los cineastas colombianos Carlos Mayolo y Luis Ospina, miembros del llamado "grupo de Cali" o "Caliwood", acuñaron la expresión “gótico tropical” para describir la estética de sus películas. Este estilo se vale de la capacidad adaptativa del gótico para explorar narrativas monstruosas situadas en un entorno que suele asociarse con la luz del sol, los climas cálidos y la abundancia de recursos naturales.De acuerdo con Justin D. Edwards y Sandra Guardini Vasconcelos, los trópicos constituyen un caldo de cultivo ideal para el gótico, debido a que "las culturas indígenas que existían mucho antes de la invasión europea albergan sus propios fantasmas, así como la violencia de la colonización engendró una historia maldita que a menudo se incorpora al texto". Así, el gótico tropical se inscribe en un marco de referencia que nace de la violencia, la aculturación y la transculturación: la visión mítica que los colonizadores europeos llevaron a las tierras conquistadas persigue a la región bajo la apariencia de un pasado colonial y de sistemas de creencias más antiguos que están continuamente en proceso de ser desenterrados, reconocidos y recordados con temor y asombro.

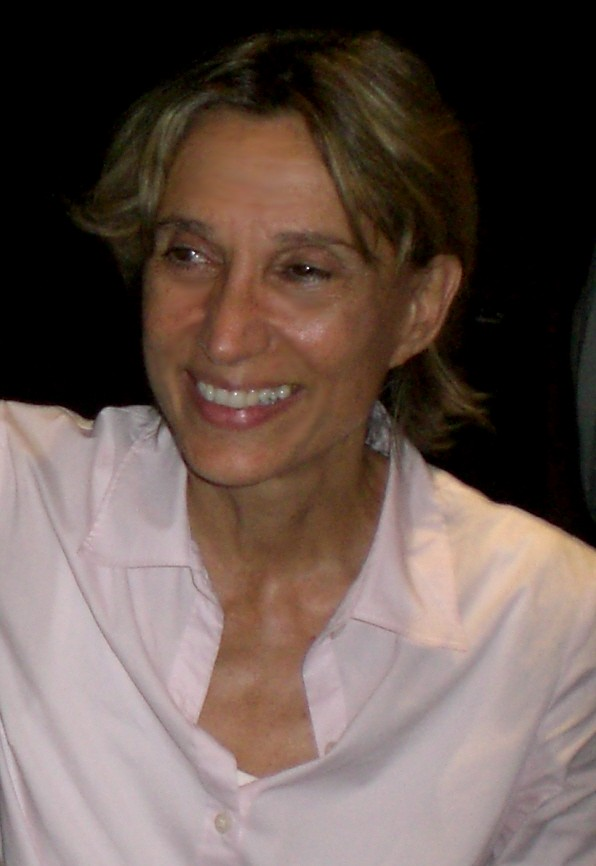
La cineasta venezolana Fina Torres, directora de Oriana.

Mayolo dirigió los largometrajes Carne de tu carne (1983), que narra una historia de incesto y personajes de ultratumba durante la dictadura militar de Gustavo Rojas Pinilla, y La mansión de Araucaima (1986), basada en la novela de Álvaro Mutis, sobre una misteriosa casa que mantiene a una serie de personas atrapadas por sus propios temores y deseos reprimidos. Luis Ospina, por su parte, fue el director de Pura Sangre (1982), una de las primeras películas colombianas de vampiros. Tanto el film de Ospina como el primero de los dos de Mayolo combinan el horror sobrenatural con el horror social y hacen del vampirismo una alegoría del desangramiento al que han sido sometidas las clases populares del Valle del Cauca por parte de los empresarios de la región.
En 1985, la venezolana Fina Torres escribió y dirigió Oriana, un romance gótico basado en el cuento Oriane, tía Oriane de la colombiana Marvel Moreno. La película fue galardonada con la Caméra d'or en Cannes.
Más recientemente, el largometraje La Llorona (2019), del realizador guatemalteco Jayro Bustamante, ubica a la figura de la Llorona, un fantasma del folklore mesoamericano, en el contexto del genocidio maya que tuvo lugar en Guatemala entre 1981 y 1983. La obra fue nominada a los premios Globo de Oro, Goya y Ariel, entre otros, y resultó ganadora de la categoría Dirección en las Giornate degli Autori del Festival Internacional de Cine de Venecia.
También resultó premiada en el Festival de Venecia la comedia negra El Conde (2023), de Pablo Larraín, en la cual el dictador chileno Augusto Pinochet es retratado como un vampiro de doscientos cincuenta años. La película ganó el premio Osella al mejor guion y fue nominada al León de Oro.
En ocasiones se ha destacado la influencia del cineasta mexicano Guillermo del Toro, que se especializa en el cine de terror y fantástico, sobre el impulso reciente del cine gótico en Latinoamérica.
En televisión, la miniserie Santa Evita (2022), inspirada en la novela homónima de Tomás Eloy Martínez (1995), provee un relato ficcionalizado del destino del cadáver embalsamado de Eva Perón que se enmarca en una atmósfera fantasmagórica e incluye episodios que lindan con lo sobrenatural. 

## En otros medios
En las artes visuales, el estilo del artista argentino Santiago Caruso, que realizó ilustraciones para obras como La condesa sangrienta, de Alejandra Pizarnik, o Los cantos de Maldoror, del Conde de Lautréamont, fue descripto en numerosas ocasiones como "gótico".